# Замок Крукстон
За́мок Кру́кстон (англ. Crookston Castle) — шотландский замок, который расположен в области Глазго, в Шотландии. Своё название замок Крукстон получил от сэра Роберта Крока из Нилстона, который владел землями усадьбы в последней части XII века.
Замок построен в XII веке. Около 1180 года в крепости была построена частная часовня.